# Leading edge inflatable kite

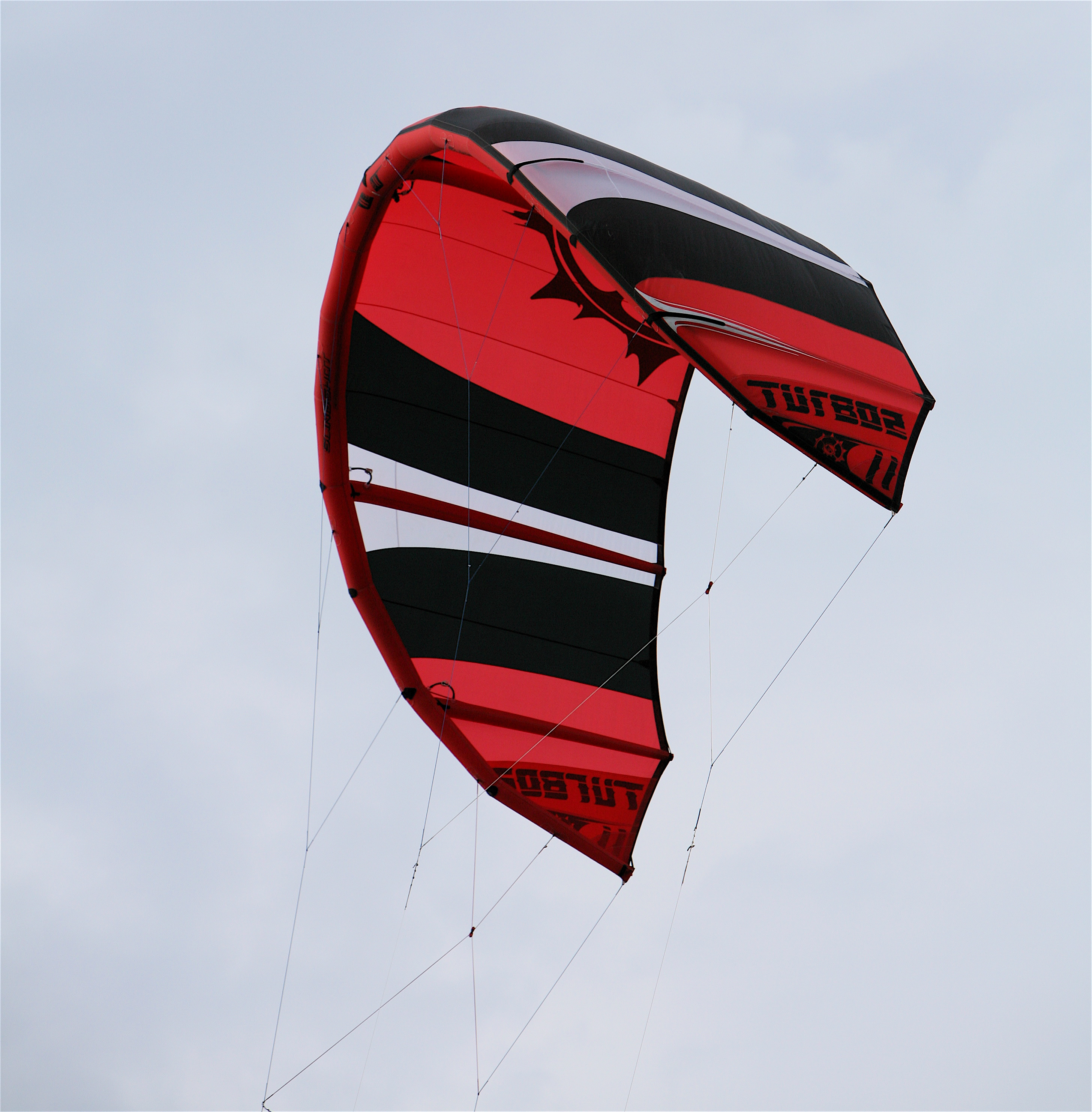
Un bow kite

I Leading edge inflatable kite, detti anche pump kite, sono aquiloni in cui il bordo d'attacco e altre parti strutturali chiamate bladder vengono gonfiate con l'ausilio di pompe o compressori formando così una struttura rigida che conferisce all'ala le sue doti aerodinamiche. Questi aquiloni sono manovrati grazie ad una barra o boma che si collega ad essi tramite dei cavi che a seconda del tipo di aquilone possono essere 2, 4 o 5.
Le parti gonfiabili conferiscono a questi kite ottime doti di galleggiamento il che li rende molto facili da rilanciare in caso di caduta e quindi perfetti per l'utilizzo in acqua nella pratica del kitesurfing
Le dimensioni possono variare dai 5 ai 18 m²
In base alla loro forma questi aquiloni possono essere divisi in 4 categorie: C-kite, kite ibridi, bow kite e delta kite